# SVG
Scalable Vector Graphics (SVG) je format datoteke temeljen na XML jeziku za prikazivanje dvodimenzionalne vektorske grafike, bilo nepomične ili animirane. To je otvoreni standard koji je stvorio W3C-a, koji je isto tako odgovoran, za poznate standarde kao HTML i CSS.

## Primjer
SVG je XML jezik, te je SVG datoteka obična tekstualna datoteka, koja se može uređivati u bilo kojem uređivaču teksta.
```
<?xml version="1.0"?>

<!DOCTYPE svg PUBLIC "-//W3C//DTD SVG 1.1//EN"

  "http://www.w3.org/Graphics/SVG/1.1/DTD/svg11.dtd">

<svg
 
xmlns=
"http://www.w3.org/2000/svg"

 
width=
"467"
 
height=
"462"
>

  
<rect
 
x=
"80"
 
y=
"60"
 
width=
"250"
 
height=
"250"
 
rx=
"20"

      
style=
"fill:#ff0000; stroke:#000000;stroke-width:2px;"
 
/>

  

  
<rect
 
x=
"140"
 
y=
"120"
 
width=
"250"
 
height=
"250"
 
rx=
"40"

      
style=
"fill:#0000ff; stroke:#000000; stroke-width:2px;

      fill-opacity:0.7;"
 
/>

</svg>

```